# Banda de 30m
La banda de 30 m es una de las bandas de radiofrecuencia de onda corta. Es la única banda de radioaficionados dedicada los modos digitales; es perfecta para los DX a cualquier hora del día y estación del año.

## Uso
Conexiones DX por la capa F2 de la ionosfera son posibles durante las 24 horas.
Por su estrecho ancho de banda (apenas 50 kHz), es una banda limitada a la Radiotelegrafía y las comunicaciones Digitales. Por la gran calidad de la propagación, debido a su frecuencia de 10 MHz, es una banda refugio para los radiotelegrafistas en épocas de baja actividad solar, cuando la propagación en otras bandas es muy pobre.
Banda bisagra, combina las ventajas de las bandas diurnas y de las bandas nocturnas. Contactos de 2000 km o más son posibles todo el día; la absorción por la capa D es insignificante, lo que permite utilizarla de día en períodos de baja actividad solar.

## Antenas
Al igual que en todas las bandas HF, el tamaño de las antenas es una dificultad práctica encontrada por los radioaficionados en ciudad. En efecto, un dipolo para esta banda mide unos 15 metros, o sea, el largo de cuatro automóviles encolumnados. Quienes por esta razón no pueden instalar una antena dipolo o una antena Yagi, utilizan antenas verticales, antenas dipolo acortadas eléctricamente, antenas sloper, o bien antenas en V invertida.
Habitualmente, las antenas para la banda de 30 m son antenas multibandas, aprovechando la favorable relación de frecuencias entre la banda de 15m y la banda de 30 m .

## Propagación
A diferencia de la banda de 40m, sufre menos absorción por parte de la capa D. Al mismo tiempo, es una banda que aprovecha favorablemente durante el día y durante la noche la capa F. Por esa razón, es una banda muy favorable para el DX.
Es una de las bandas de radioaficionados refugio para los radiotelegrafistas en tiempos de baja actividad solar. Lamentablemente, su escaso ancho de banda de 50 kHz no permite el uso de la telefonía.

## Ancho de banda
Algunos países prohíben el uso de la banda de 30 metros a sus radioaficionados.

### Región 1
En la Región 1 IARU: de 10,100 a 10,150 MHz
Algunas excepciones son conferidas a estaciones africanas durante el día.

### Región 2
En la Región 2 IARU:  de 10,100 a 10,150 MHz

### Región 3
En la Región 3 IARU: de 10,100 a 10,150 MHz 
- Datos: Q1537767